# Villedieu (Cantal)
Villedieu es una comuna francesa, situada en la región de Auvernia, departamento de Cantal, distrito de Saint-Flour y cantón de Saint-Flour-Sud.
Está integrada en la Communauté de communes du Pays de Saint-Flour.

## Demografía
| 416 | 413 | 405 | 463 | 501 | 515 |
| Para los censos de 1962 a 1999 la población legal corresponde a la población sin duplicidades (Fuente: INSEE [Consultar]) |     |     |     |     |     |